# Češka na Svetovnem prvenstvu v hokeju na ledu 2009
Češka na Svetovnem prvenstvu v hokeju na ledu 2009 ED, ki je potekalo med 24. aprilom in 10. majem 2009 v švicarskih mestih Bern in Kloten. 

## Postava
- Selektor: Vladimír Růžička (pomočnika: Ondřej Weissmann in Josef Jandač)
- Vratarji: Martin Prusek, Jakub Stepanek, Lukas Mensator
- Branilci: Marek Židlický (kapetan), Roman Polák, Ondrej Nemec, Michal Barinka, Karel Rachunek, Petr Caslava, Miroslav Blatak
- Napadalci: Roman Cervenka, Ales Kotalik, Tomáš Plekanec, Jan Marek, Petr Cajanek, Jaroslav Hlinka, Jakub Klepis, Zbynek Irgl, Tomas Rolinek, Josef Vasicek, Jaromir Jagr, Ales Hemsky, Rostislav Olesz

## Tekme

### Skupinski del
| 25. april 2009 | Češka | 5 – 0 | Danska | Schluefweg, Kloten |

| Poročilo tekme | Poročilo tekme                                                                                        | Poročilo tekme         | Poročilo tekme | Poročilo tekme                                                    |
| -------------- | --- | ---------------------- | -------------- | ----------------------------------------------------------------- |
| Začetek: 16:15 | J. Hlinka 06:09 J. Marek (PP1) 31:07 P. Čajánek (PP1) 35:18 A. Hemský (PP1) 37:24 J. Jágr (PP2) 50:46 | ( 1 – 0, 3 – 0, 1 – 0) |                | Gledalci: 4.342 Sodnika: Daniel Piechaczek Sodnika: Derek Zalaski |

| 27. april 2009 | Češka | 5 – 2 | Norveška | Schluefweg, Kloten |

| Poročilo tekme | Poročilo tekme                                                                         | Poročilo tekme         | Poročilo tekme                              | Poročilo tekme                                                    |
| -------------- | -------------------------------------------------------------------------------------- | ---------------------- | ------------------------------------------- | ----------------------------------------------------------------- |
| Začetek: 16:15 | J. Marek 05:20 P. Čajánek (PP1) 09:35 J. Vašíček 12:19 M. Blaťák 32:34 J. Klepiš 51:14 | ( 3 – 0, 1 – 2, 1 – 0) | 21:49 T. Jakobsen 21:49 M. Zuccarello Aasen | Gledalci: 3.583 Sodnika: Sören Persson Sodnika: Marcus Vinnerborg |

| 29. april 2009 | Finska | 4 – 3 | Češka | Schluefweg, Kloten |

| Poročilo tekme | Poročilo tekme                                                                   | Poročilo tekme         | Poročilo tekme                                                | Poročilo tekme                                              |
| -------------- | -------------------------------------------------------------------------------- | ---------------------- | ------------------------------------------------------------- | ----------------------------------------------------------- |
| Začetek: 20:15 | N. Kapanen 09:32 V. Koistinen (PP1) 23:52 N. Kapanen (PP2) 38:56 N. Hagman 51:39 | ( 1 – 2, 2 – 1, 1 – 0) | 10:14 (SH1) T. Rolinek 13:30 M. Blaťák 23:10 (PP1) A. Kotalík | Gledalci: 6.456 Sodnika: Rick Looker Sodnika: Sören Persson |

### Kvalifikacijski krog
| 30. april 2009 | Kanada | 5 – 1 | Češka | Schluefweg, Kloten |

| Poročilo tekme | Poročilo tekme                                                                                         | Poročilo tekme         | Poročilo tekme  | Poročilo tekme                                                        |
| -------------- | --- | ---------------------- | --------------- | --------------------------------------------------------------------- |
| Začetek: 20:15 | S. Stamkos (PP1) 07:20 S. Stamkos (PP1) 13:40 S. Weber (PP1) 17:05 D. Heatley 40:22 M. St. Louis 49:55 | ( 3 - 0, 0 - 0, 2 - 1) | 57:20 A. Hemský | Gledalci: 5.967 Sodnika: Vjačeslav Bulanov Sodnika: Marcus Vinnerborg |

| 2. maj 2009 | Češka | 8 – 0 | Slovaška | Schluefweg, Kloten |

| Poročilo tekme | Poročilo tekme | Poročilo tekme         | Poročilo tekme | Poročilo tekme                                               |
| -------------- | --- | ---------------------- | -------------- | ------------------------------------------------------------ |
| Začetek: 16:15 | J. Jágr 06:35 J. Jágr 09:08 M. Blaťák (PP2) 12:48 R. Cervenka 15:25 A. Kotalík 25:07 R. Cervanka 29:08 M. Michálek 30:12 P. Eliáš 38:14 | ( 4 – 0, 4 – 0, 0 – 0) |                | Gledalci: 5.165 Sodnika: Brent Reiber Sodnika: Thomas Sterns |

| 3. maj 2009 | Belorusija | 0 – 3 | Češka | Schluefweg, Kloten |

| Poročilo tekme | Poročilo tekme | Poročilo tekme         | Poročilo tekme                                               | Poročilo tekme                                                    |
| -------------- | -------------- | ---------------------- | ------------------------------------------------------------ | ----------------------------------------------------------------- |
| Začetek: 20:15 |                | ( 0 – 0, 0 – 2, 0 – 1) | 30:02 (SH1) P. Čajánek 39:03 (PP1) P. Eliáš 55:52 P. Čajánek | Gledalci: 3.495 Sodnika: Danny Kurmann Sodnika: Daniel Piechaczek |

### Četrtfinale
| 7. maj 2009 | Švedska | 3 – 1 | Češka | PostFinance Arena, Bern |

| Poročilo tekme | Poročilo tekme                                                     | Poročilo tekme         | Poročilo tekme         | Poročilo tekme                                               |
| -------------- | ------------------------------------------------------------------ | ---------------------- | ---------------------- | ------------------------------------------------------------ |
| Začetek: 20:15 | M. Weinhandl (PP2) 23:53 D. Tärnström (PP1) 38:49 K. Jönsson 57:46 | ( 0 – 0, 2 – 0, 1 – 1) | 48:48 (SH2) P. Čajánek | Gledalci: 10.415 Sodnika: Rick Looker Sodnika: Thomas Sterns |

## Seznam reprezentantov s statistiko

### Vratarji
| #  | Igralec        | OT | OMIN | PG | PGT  | KM | PPPG | PSHG |
| 25 | Martin Prusek  | 5  | 136  | 4  | 1,76 | 0  | 0    | 0    |
| 33 | Jakub Stepanek | 7  | 283  | 10 | 2,12 | 2  | 7    | 0    |
| 51 | Lukas Mensator | 3  | 0    | 0  | 0    | 0  | 0    | 0    |
| -- | -------------- | -- | ---- | -- | ---- | -- | ---- | ---- |

### Drsalci
| #  | Igralec         | OT | DG | DA | TOČ | DGT  | DAT  | DPPG | DPPGT | DSHG | DSHGT | KM |
| 3  | Marek Židlický  | 7  | 0  | 1  | 1   | 0    | 0,14 | 0    | 0     | 0    | 0     | 6  |
| 5  | Roman Polák     | 7  | 0  | 1  | 1   | 0    | 0,14 | 0    | 0     | 0    | 0     | 6  |
| 6  | Ondrej Nemec    | 7  | 0  | 1  | 1   | 0    | 0,14 | 0    | 0     | 0    | 0     | 2  |
| 10 | Roman Cervenka  | 7  | 2  | 1  | 3   | 0,29 | 0,14 | 0    | 0     | 0    | 0     | 2  |
| 11 | Michal Barinka  | 5  | 0  | 0  | 0   | 0    | 0    | 0    | 0     | 0    | 0     | 2  |
| 12 | Aleš Kotalík    | 7  | 2  | 1  | 3   | 0,29 | 0,14 | 1    | 0,14  | 0    | 0     | 4  |
| 14 | Tomáš Plekanec  | 7  | 0  | 1  | 1   | 0    | 0,14 | 0    | 0     | 0    | 0     | 4  |
| 15 | Jan Marek       | 5  | 2  | 1  | 3   | 0,4  | 0,2  | 1    | 0,2   | 0    | 0     | 4  |
| 16 | Petr Čajánek    | 7  | 5  | 5  | 10  | 0,71 | 0,71 | 2    | 0,29  | 2    | 0,29  | 10 |
| 17 | Jaroslav Hlinka | 7  | 1  | 2  | 3   | 0,14 | 0,29 | 0    | 0     | 0    | 0     | 4  |
| 19 | Milan Michalek  | 3  | 1  | 0  | 1   | 0,33 | 0    | 0    | 0     | 0    | 0     | 4  |
| 20 | Jakub Klepiš    | 7  | 1  | 4  | 5   | 0,14 | 0,57 | 0    | 0     | 0    | 0     | 6  |
| 23 | Karel Rachůnek  | 7  | 0  | 4  | 4   | 0    | 0,57 | 0    | 0     | 0    | 0     | 2  |
| 24 | Zbynek Irgl     | 5  | 0  | 0  | 0   | 0    | 0    | 0    | 0     | 0    | 0     | 2  |
| 26 | Patrik Eliáš    | 3  | 2  | 0  | 2   | 0,66 | 0    | 1    | 0,33  | 0    | 0     | 2  |
| 36 | Petr Čáslava    | 7  | 0  | 2  | 2   | 0    | 0,29 | 0    | 0     | 0    | 0     | 6  |
| 44 | Miroslav Blatak | 7  | 3  | 1  | 4   | 0,43 | 0,14 | 1    | 0,14  | 0    | 0     | 8  |
| 60 | Tomáš Rolinek   | 7  | 1  | 2  | 3   | 0,14 | 0,29 | 0    | 0     | 1    | 0,14  | 10 |
| 63 | Josef Vašíček   | 6  | 1  | 2  | 3   | 0,17 | 0,33 | 0    | 0     | 0    | 0     | 6  |
| 68 | Jaromir Jágr    | 7  | 3  | 6  | 9   | 0,43 | 0,86 | 1    | 0,14  | 0    | 0     | 6  |
| 83 | Aleš Hemský     | 7  | 2  | 4  | 6   | 0,29 | 0,57 | 1    | 0,14  | 0    | 0     | 4  |
| 85 | Rostislav Olesz | 7  | 0  | 1  | 1   | 0    | 0,14 | 0    | 0     | 0    | 0     | 2  |
| -- | --------------- | -- | -- | -- | --- | ---- | ---- | ---- | ----- | ---- | ----- | -- |